# Kirche Linthal

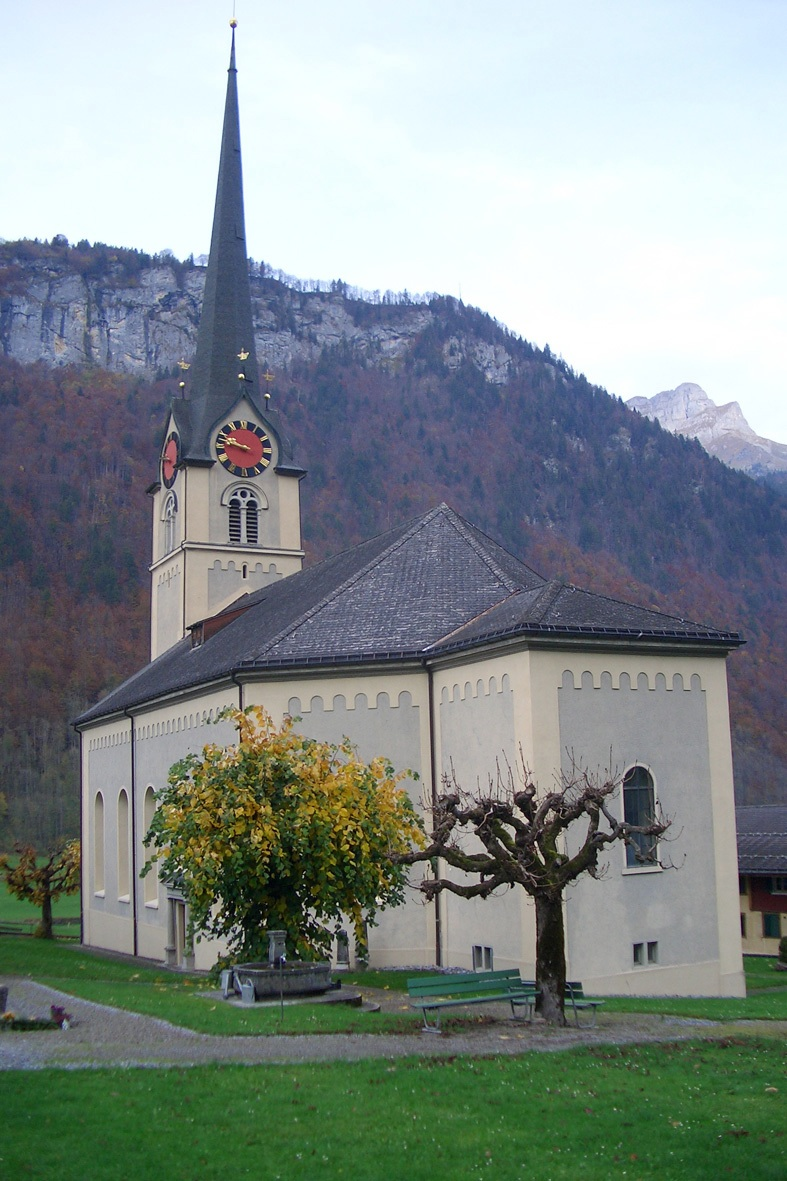
Aussenansicht 2004

Die reformierte Kirche Linthal wurde 1782 erbaut. Ihre Vorgängerin aus dem Jahre 1600 stand im Ennetlinth (in einem anderen Quartier des heutigen Dorfs Linthal) und wurde 1781 von Hochwasserfluten teilweise zerstört. Der Neubau war ein Gemeinschaftswerk der Dorfbevölkerung. Alle männlichen Kirchgenossen von 16 bis 60 Jahren, insgesamt 301 Mann, mussten 54 Frondiensttage leisten. 1883 wurde die Kirche umgebaut und im Chor eine Orgel eingefügt. Die Renovation von 1982 brachte eine zweite Orgel.

## Die erste reformierte Kirche
Reformierte Gottesdienste wurden in der katholischen Kirche in Linthal von Fridolin Brunner, reformierter Pfarrer in Betschwanden, von 1543 bis 1556 gehalten. Da die katholischen Linthaler keinen Priester für ihre Gemeinde mehr finden konnten, hatten sie beschlossen, Pfarrer Brunner zu bitten, auch ihre Gemeinde zu betreuen. Brunners Nachfolger in Betschwanden, Matthias Bodmer, war weniger geschickt in seiner Äusserungen als sein Vorgänger und griff den katholischen Glauben an. Seine Bemerkungen lösten einen Protest aus, der zum Ende der friedlichen Benutzung der Kirche von beiden Konfessionen führte. Ab 1556 mussten die Reformierten wieder nach Betschwanden in die Predigt. Darum fragte die grössere reformierte Dorfgemeinschaft in Linthal 1595 bei der Tagsatzung an, ob man nicht auf dem Gebiet ihres Dorfes eine eigene Kirche bauen durfte. Da aber der Landesvertrag vom 21. November 1532 Linthal „ausschliesslich für den kath. Kultus beanspruchte“, wurde der Antrag abgewiesen. Um die eigene Kirche in der Nähe des Dorfes doch noch bauen zu können, wurde im Jahr 1600 am anderen Linthufer, im Ennetlinth, auf dem Gebiet des Nachbardorfes Rüti eine reformierte Kirche erstellt.
Im Jahr 1781 wurde vor allem der Kirchturm vom Hochwasser der damals noch nicht kanalisierten Linth unterspült, dass er, wie ein Zeitgenosse berichtet, „in der Nacht fast um die Hälfte einstürzte, wodurch ein Glöckgen heruntergesunken und verloren gegangen.“

## Der heutige Bau

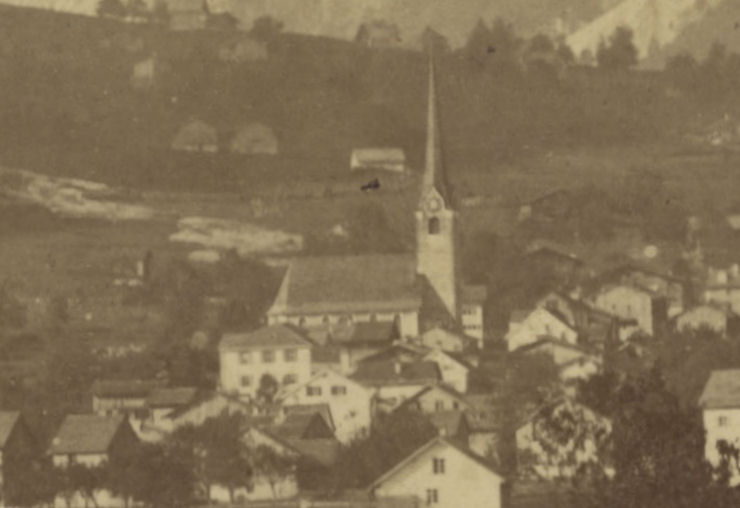
Kirche Linthal um 1870

Auf höher gelegenem Boden nun im Dorfkern selber wurde die neue Kirche als Gemeinschaftswerk errichtet. Die „Obrigkeit von Glarus“, die Stadt und das Land Zürich, Mühlhausen, Schaffhausen und Neuenburg Stadt und Land trugen finanziell Wesentliches zum Bau bei. Ende April 1782 wurde der Eckstein gelegt, und am 4. Dezember desselben Jahres konnte die Kirche eingeweiht werden.
Ein Ausschnitt aus dem einzigen, bekannten Foto der Kirche vor dem Umbau 1882 ist links abgebildet. Das Dach ist steiler und die Aussenmauern weniger hoch.  Der Anbau an der Ostseite (links im Bild) steht noch nicht.
Der ursprüngliche Bau wurde 1882 unter Beibehaltung des originalen Grundrisses wesentlich verändert. Im Protokoll der Baukommission jener Zeit ist zu lesen: In erster Linie müsse der Dachstuhl des Langhauses abgebrochen und umgeändert werden, ... wenn man mit Sicherheit vorgehen wolle. ... Dann seien die etwas herausgedrückten Seitenmauern des Langhauses wieder in möglichst richtige Flucht zu bringen und das ganze Langhaus mit einem circa 1 Meter hohen Mauerwerk zu erhöhen, um die neue Decke, resp. Gewölbe, in eine gefällige Form zu bringen."
Um Platz für eine Orgel zu schaffen, wurde die Chornische an der Vorderwand der Kirche ausgebrochen und ein eigens für die Orgel erstellter Anbau errichtet. Möglicherweise befand sich die Kanzel an der Vorderwand und musste bei diesem Umbau an die Nordwand versetzt werden.
1982 wurde die Kirche restauriert. Die Veränderungen im Kirchenraum, die während 100 Jahren seit der letzten Renovation gemacht wurden, wurden rückgängig gemacht, und der Innenraum entspricht heute weitgehend dem Bild nach der Renovation von 1882.

## Orgeln

### Kuhn-Orgel 1882

Kuhn-Orgel vor der Restaurierung 1982

Die erste Orgel wurde  beim Umbau der Kirche 1882 erstellt. Um Platz für die Orgel zu schaffen, wurde die Chornische an der Vorderwand der Kirche ausgebrochen und ein eigens für die Orgel erstellter Anbau errichtet. „Das als Opus 52 von Johann Nepomuk Kuhn erbaute Werk ist mit mechanischen Kegelladen versehen. Dieses Windladensystem wurde etwa von 1850 bis 1935 gebaut. Heute wird allgemein anerkannt, dass das System der Schleiflade dem aktuellen Zeitgeschmack entsprechend musikalisch mehr befriedigt. Daher werden heute keine Kegelladen mehr gebaut.“
Der Orgelexperte Jakob Kobelt, Mitlödi GL, schreibt in seinem Gutachten vom 24. Juli 1980: Die spätromantische Kegelladenorgel ist „ein für die Region einzigartiges Zeugnis der Orgelbaukunst der 2. Hälfte des 19. Jahrhunderts im originalen Zustand ... Auch gesamtschweizerisch sind Instrumente dieser Art nur noch vereinzelt unverändert erhalten.“
| I Hauptwerk C–f3 |       |
| Bourdon          | 16′   |
| Principal        | 8′    |
| Gamba            | 8′    |
| Dolce            | 8′    |
| Gedeckt          | 8′    |
| Flauto dolce     | 8′    |
| Octav            | 4′    |
| Mixtur IV        | 2 ⁄3′ |
| Trompete         | 8′    |

| II Schwellwerk C–f3 |    |
| Geigenprincipal     | 8′ |
| Wiener Flöte        | 8′ |
| Salicional          | 8′ |
| Aeoline             | 8′ |
| Voix céleste        | 8′ |
| Spitzflöte          | 4′ |
|                     |    |
| Tremulant           |    |

| Pedal C–d1  |     |
| Violon      | 16′ |
| Subbass     | 16′ |
| Octavbass   | 8′  |
| Violoncello | 8′  |

- Koppeln: II/I, I/P, II/P
- Spielhilfen: piano, mezzoforte, forte, fortissimo

Anmerkungen I
1. 1 2 3 4 5 6 7  Holz.
2. 1 2 3 4 5 6 7 8 9 10 11 12  Zinn.
3. ↑  Prospekt.
4. ↑  Naturgussmaterial.
5. ↑  Orig. Gemshorn.

Schon 1907 schreibt Theodor Buss in seinem Bericht über die Orgeln im Glarnerland, dass man in Linthal bereits nach 20 Jahren mit dem Kuhn-Orgel nicht glücklich war. Er meint, die Orgel sei zum grössten Teil ein mangelhaftes Instrument. Gutachten der Erbauerfirma Kuhn, Männedorf, von 1966, 1975 und später auch 1980 kamen zum Schluss: Alles in allem eine für den Organisten und die singende Gemeinde höchst unerfreuliche Situation.

### Mathis-Orgel 1975
Für das immer anfälliger gewordene Instrument wurde 1975 eine Kleinorgel von Orgelbau Mathis für  Fr. 73'500 vorne rechts aufgestellt. 1984, beim Bau der heutigen Orgel, wurde dieses Instrument gegen eine Gutschrift von Fr. 70'000 von Orgelbau Mathis zurückgenommen. Es befindet sich heute in der Missione catholica in Zürich.
| I Hauptwerk C–f3 |       |
| Rohrflöte        | 8′    |
| Principal        | 4′    |
| Quinte           | 1 ⁄3′ |
| Mixtur II–III    | 1′    |

| II Positiv C–f3 |    |
| Gedackt         | 8′ |
| Spitzgedackt    | 4′ |
| Principal       | 2′ |

| Pedal C–d1 |     |
| Subbass    | 16′ |
| Pommer     | 8′  |

- Koppeln: II/I; II/P; I/P.

Anmerkungen II
1. ↑  C-H Holz, Fortsetzung Metall.
2. ↑  Im Prospekt, aus Zinn 87 %; Innenpfeifen Zinn 70 %.
3. ↑  Zinn 50 %.
4. ↑  Zinn 70 %.
5. ↑  C-H mit Rohrflöte zusammengeführt; Fortsetzung Metall.
6. ↑  Metall.
7. ↑  Zinn 70 %.
8. ↑  Holz.
9. ↑  Verlängerung von Subbass 16′.

### Mathis-Orgel 1984
Nach der Kirchenrenovation 1982 wurde unter Beratung durch Hans-Beat Hänggi, Niederurnen GL, eine von Niklaus Stengele intonierte Orgel von Orgelbau Mathis auf der Empore eingebaut. Für das Gehäuse wurde Massivholz von einer Ulme aus Linthal verwendet. Ihre Entfernung hatte einige Jahre zuvor im Dorf für Diskussionen gesorgt, die sich nun beruhigt haben.
| I Hauptwerk   |       |
| Principal     | 8′    |
| Hohlflöte     | 8′    |
| Gemshorn      | 8′    |
| Vox umana     | 8′    |
| Octave        | 4′    |
| Spitzflöte    | 4′    |
| Octave        | 2′    |
| Mixtur III–IV | 1 ⁄3′ |

| II Oberwerk |       |
| Gedackt     | 8′    |
| Principal   | 4′    |
| Rohrflöte   | 4′    |
| Flageolett  | 2′    |
| Larigot     | 1 ⁄3′ |
| Cymbel III  | 1′    |
| Krummhorn   | 8′    |
| Tremulant   |       |

| Pedal      |     |
| Subbass    | 16′ |
| Octavbass  | 8′  |
| Choralbass | 4′  |
| Trompete   | 8′  |

- Koppeln: II/I, I/P, II/P
- Spielhilfen: Choralforte, Einführungstritte für Mixtur (HW) und Trompete (P)

## Glocken
1. Glocke: Die grösste Glocke erklingt heute auf den Ton -cis'- und wurde in Aarau von I. H. Bar + Gewis im Baujahr der Kirche 1782 gegossen. Diese Glocke wurde 1969 von einem vertieften d' auf ein erhöhtes cis' gestimmt. Die Inschrift trägt die Namen der damaligen Kirchenräte und des Pfarrers: Hr Johann Jakob Steussi, Hr Joachim Dürst, Hr Haubtman Thomas Steussi, Hr Thomas Steussi, Hr Fridolin Legler, Kirchenvogt [Kassier], Hr Landvogt Melchior Steussi, Johann Rudolf Kubli, Pfarrer.
3. und 4. (+5. Glocke):
Diese drei Glocken wurden bei der Renovation der Kirche 1882, bzw. 1883 von der Firma Gebrüder Rüetschi in Aarau gegossen.
Die 3. Glocke ist die Grösste dieser drei Glocken und ist auf fis' gestimmt. Sie trägt die Inschrift: "Ehre sei Gott in der Höhe."
Die 4. Glocke ist heute die kleinste Glocke mit dem Ton a'. "Friede auf Erden" lautet ihre Inschrift.
Die 5. Glocke, ein Fehlguss, mit dem Ton e"  wurde 1969 stillgelegt, hängt aber noch im Turm. Sie verkündet den dritten Teil der Weihnachtsbotschaft des Engels, nämlich: "An den Menschen ein Wohlgefallen".
2. Glocke Die 1969 auch von der Glockengiesserei H. Rüetschi AG, Aarau, gegossene Glocke wiegt 1050 kg und ist auf den Ton e' gestimmt. Auf einer Seite steht ein Bild des Johannes, des Schreibers der Offenbarung, und auf der anderen Seite ist: Evangelische Kirchgemeinde Linthal 1969. Am oberen Rand steht in grossen Lettern das letzte Bibelwort aus Offenbarung 22,20: "ICH KOMME BALD. AMEN, JA KOMM, HERR JESU!"
Mit der Umstimmung der grossen Glocke und das Hinzufügen der 2. Glocke mit den Ton e' im Jahr 1969 wandelte sich das Geläute vom verbogenen Akkord d'/fis'/a'/e' zum heutigen Idealmotiv oder Pfingstmotiv cis'/e'/fis'/a'. Andere Stimmungsmöglichkeiten wurden 1968/69 vom Glockenexperte Wilhelm Joos, Kilchberg ZH, dem lokalen Kirchenrat und der Glockengiesserei Rüetschi, Aarau AG, diskutiert. Der Entscheid für das heutige Motiv wurde unter Berücksichtigung des Geläuts der katholischen Kirche Linthals gefällt, damit das Geläut der reformierten Kirche das der katholischen weder wiederholt noch dissonant dazu wirkt.